# Brignoles
Brignoles er en by og kommune i Var-départementet i Provence-Alpes-Côte d'Azur regionen i Frankrig.